# 21791 Маттвіґман
21791 Маттвіґман (21791 Mattweegman) — астероїд головного поясу, відкритий 29 вересня 1999 року.
Тіссеранів параметр щодо Юпітера — 3,514.